# Veronika Fitz
Veronika Fitz (Dießen am Ammersee, 1936. március 28. – Prien am Chiemsee, 2020. január 2.) német színésznő.

## Filmjei
Mozifilmek
- Die Geierwally (1956)
- Saison in Oberbayern (1956)
- Zwei Matrosen auf der Alm (1958)
- A spessarti fogadó (Das Wirtshaus im Spessart) (1958)
- Kísértetkastély Spessartban (Das Spukschloß im Spessart) (1960)
- Wenn Ludwig ins Manöver zieht (1967)
- Der nächste Herr, dieselbe Dame (1968)
- Wie ich ein Neger wurde (1971)
- Mensch, ärgere dich nicht (1972)

Tv-sorozatok
- Funkstreife Isar 12 (1961–1962, két epizódban)
- Kommissar Freytag (1964, egy epizódban)
- Salto mortale (1969, két epizódban)
- Königlich Bayerisches Amtsgericht (1969–1971, 11 epizódban)
- Tetthely (Tatort) (1973–1996, öt epizódban)
- A felügyelő (Der Kommissar) (1975, két epizódban)
- Der Millionenbauer (1979–1988, 13 epizódban)
- Zeit genug (1982, hat epizódban)
- Az Öreg (Der Alte) (1985, egy epizódban)
- Die Hausmeisterin (1987–1992, 23 epizódban)
- A nyomozó (Der Fahnder) (1988, egy epizódban)
- Ein Bayer auf Rügen (1993–1997, 47 epizódban)
- Derrick (1995, egy epizódban)
- Frauenarzt Dr. Markus Merthin (1997, 16 epizódban)
- Állatklinika (Tierarzt Dr. Engel) (1998–2002, 20 epizódban)
- Im Tal des Schweigens (2004–2008, négy epizódban)
- Erdészház Falkenauban (Forsthaus Falkenau) (2007–2013, 96 epizódban)